# Arrêt Kolpak
L’arrêt Kolpak est une décision du 8 mai 2003 rendue par la Cour de justice de l’Union européenne concernant la liberté de circulation des travailleurs sportifs au sein de l'Union européenne.
Cet arrêt promeut l'égalité de traitement entre un sportif professionnel issu d'un pays membre de l'Union européenne et ceux issus de pays ayant passé un accord d'association.

## Compléments